# James Chester
James Grant Chester, född 23 januari 1989 i Warrington, Cheshire, är en walesisk tidigare fotbollsspelare. Han representerade Wales landslag mellan 2014 och 2018.

## Karriär
Den 31 januari 2020 lånades Chester ut till Stoke City på ett låneavtal över resten av säsongen 2019/2020. Den 10 augusti 2020 värvades Chester av Stoke City, där han skrev på ett ettårskontrakt.
Den 6 juli 2022 värvades Chester av Derby County, där han skrev på ett ettårskontrakt. Den 1 september 2023 värvades Chester av League Two-klubben Barrow, där han skrev på ett kontrakt fram till januari 2024. Kontraktet förlängdes i december 2023 över resten av säsongen.
Den 17 juli 2024 skrev Chester på för League Two-klubben Salford City. Den 13 februari 2025 meddelade Chester att han avslutade sin fotbollskarriär.